# 鳥島 (沖繩縣)
26°35′44″N 126°49′59″E / 26.59556°N 126.83306°E
鳥島（日语：／ Tori-shima、琉球語：／ ），又名久米鳥島，是沖繩群島中的一個島嶼，行政區劃上屬於沖繩縣島尻郡久米島町。
鳥島位於久米島以北約28公里處，為琉球石灰岩沙地。鳥島是一個無人島，全境屬於町有地。島上設有鳥島炸射練習場，為美國空軍的演習場。在美軍進行空對地射擊訓練的時候，此島附近的水域禁止進行漁業活動。